# Kiebitzregenpfeifer
Der Kiebitzregenpfeifer (Pluvialis squatarola) ist eine Vogelart aus der Familie der Regenpfeifer (Charadriidae). Er brütet in der arktischen Tundra. Der Watvogel mit auffällig kontrastreichem Prachtkleid kommt während seiner Zugzeit in Mitteleuropa vor. An der Nordsee ist der Kiebitzregenpfeifer zudem ein spärlicher Sommergast.

## Beschreibung
Kiebitzregenpfeifer sind 26 bis 29 cm groß und wiegen 170 bis 320 g. Die Flügelspannweite beträgt 56 bis 63 cm. Insgesamt ist die Art größer, gedrungener und langbeiniger als die anderen Regenpfeiferarten. Der Kiebitzregenpfeifer hat außerdem einen dickeren Kopf und einen kräftigeren schwarzen Schnabel.
Das Gefieder ist im Prachtkleid an der Unterseite einfarbig schwarz und auf der Oberseite schwarz mit weißen Endsäumen gefärbt. Durch diese hellen Säume wirkt die Körperoberseite insgesamt silbergrau. Im Flug sind schwarze Achselfedern zu sehen.
Beim im Winter getragenen Schlichtkleid ist die Zeichnung der Oberseite weniger deutlich und zusätzlich leicht sandfarben, die Unterseite des Rumpfes ist weißlich, die Brust, der Scheitel, der Hinterkopf und die Wangen sind sandfarben gefärbt und die Flanken schwach hellbraun gefleckt. Vom kontrastreichen Prachtkleid sind nur noch Teile des hellen Überaugenstreifens und ein länglicher, heller Fleck hinter der Wange zu sehen.
Der kurze Schnabel und die Augen sind dunkel, die Beine sind grau gefärbt. Der Kiebitzregenpfeifer kann bis zu 18 Jahre alt werden.
Sein Ruf klingt in etwa wie „pieüt“.

## Lebensraum
Der Kiebitzregenpfeifer ist ein Einzelgänger und brütet hauptsächlich in der arktischen Tieflandtundra. Das Verbreitungsgebiet reicht von der Ostküste des Weißen Meers bis zum Nordosten Sibiriens sowie von Alaska bis zur Baffin-Insel. Während des Winterhalbjahrs hält er sich an den Meeresküsten auf weiten Schlammflächen und Sandstränden auf. Nur gelegentlich ist er in Europa auch im Binnenland zu sehen, wo er sich dann meist an Staubecken und auf Rieselfeldern aufhält.
An den Küsten von Mitteleuropa ist er meistens zur Zugzeit zu beobachten. Kiebitzregenpfeifer sind Langstreckenzieher, die unter anderem an den Meeresküsten im Nordwesten Europas, dem Westen der Nordsee bis in den Süden Afrikas, am Mittelmeer sowie den südlichen Küsten Asiens sowie in den Küstengebieten Ozeaniens, Australiens, Neuseelands, Nord- und Südamerikas überwintern. Einzelne Ringfunde belegen Zugdistanzen von bis zu 8.650 Kilometern. Kiebitzregenpfeifer verlassen ihre Brutplätze etwa ab August. In Südafrika überwinternde Vögel verlassen diese Region im Zeitraum März bis Mai. An der Nordseeküste sind sie während ihres Rückzuges vor allem im April zu beobachten.

## Ernährung
Der Kiebitzregenpfeifer ernährt sich von Würmern, Krebstieren, Schnecken, Insekten und deren Larven. Er ortet seine Beute überwiegend visuell, wobei er sekundenlang bewegungslos ausharren kann, bevor er eine neue Stelle aufsucht oder sich auf ein Beutetier stürzt. Anders als beim Goldregenpfeifer wird beim Kiebitzregenpfeifer ein schnelles Trampeln mit den Füßen nicht beobachtet. Typisch für den Kiebitzregenpfeifer ist ein Waschen der Beutetiere. Muscheln packt er oft am Siphon und reißt sie dann ruckartig aus der Schale. Krebse werden in Stücke gehackt. Gelegentlich wird beobachtet, dass er auch im Winter ein Nahrungsrevier verteidigt.

## Fortpflanzung

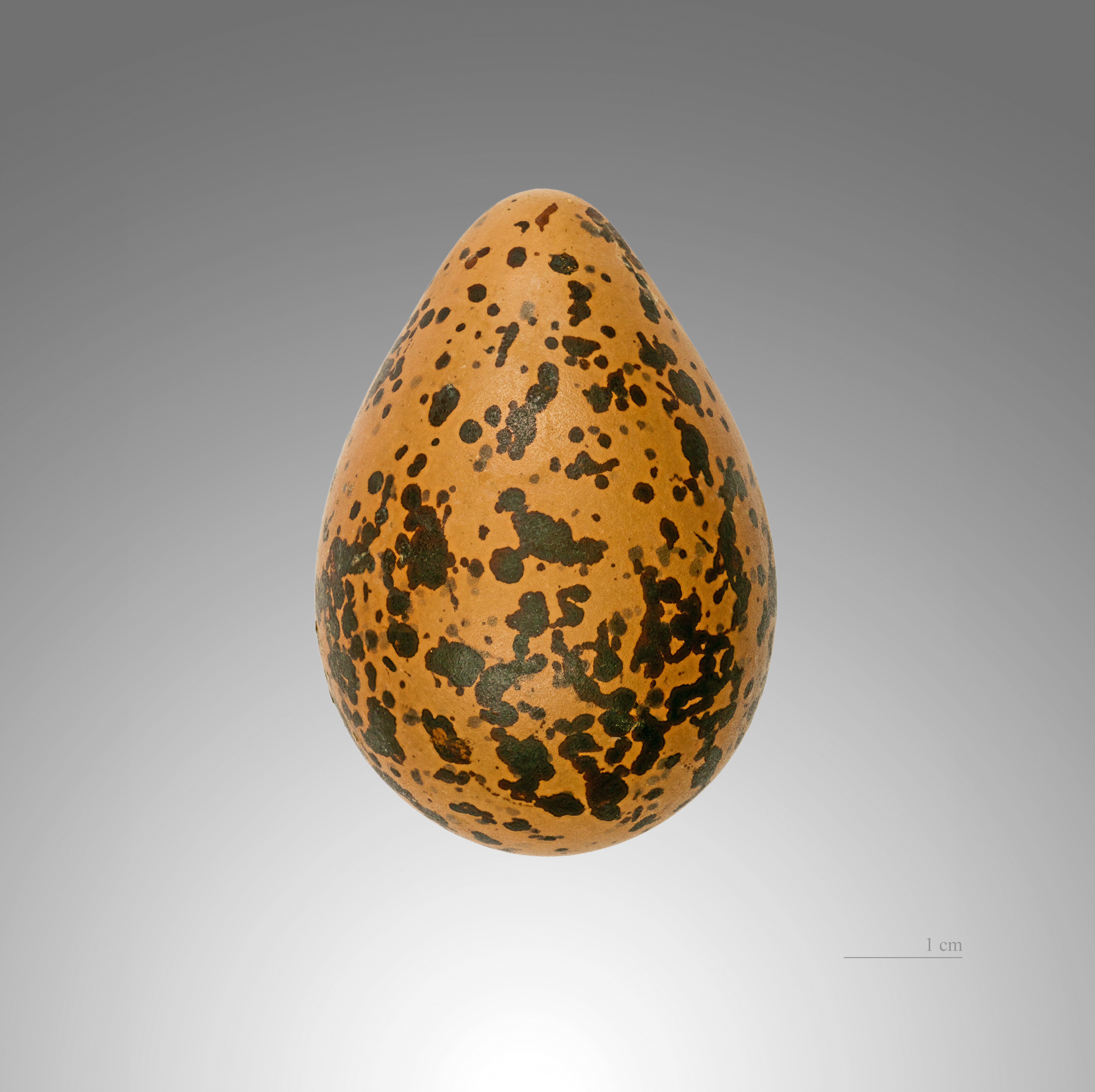
Ei des Kiebitzregenpfeifers

Die Geschlechtsreife tritt nach zwei Jahren ein. Die Brutzeit erstreckt sich von Juni bis Juli. Das Nest ist eine Mulde, meist auf einem Hügel, die mit Gras und Halmen gepolstert ist. Das Weibchen legt vier Eier und wärmt sie vier Wochen lang, bis die Küken schlüpfen. Nach fünf bis sechs Wochen werden die Jungvögel flügge.
Kiebitzregenpfeifer zeigen einen hohen Grad an Brutorttreue, wobei dies bei den Männchen ausgeprägter ist als bei den Weibchen.

## Belege

### Einzelbelege
1. ↑   Bauer et al., S. 426.
2. ↑   Colston et al., S. 62.
3. 1 2   Delany et al., S. 193.